# Saribia
Saribia is een geslacht van vlinders uit de familie van de prachtvlinders (Riodinidae), onderfamilie Nemeobiinae.
Saribia werd in 1878 voor het eerst wetenschappelijk beschreven door Butler.

## Soorten
Saribia omvat de volgende soorten:
- Saribia decaryi (Le Cerf, 1922)
- Saribia ochracea Riley, 1932
- Saribia perroti Riley, 1932
- Saribia tepahi (Boisduval, 1833)